# 台湾蒺藜
台湾蒺藜（学名：Tribulus taiwanense）为蒺藜科蒺藜属下的一个种。

## 分布
臺灣特有種，分布於臺灣中南部海岸區域、澎湖和小琉球等離島。本種被歸類為接近威脅物種，在台江海岸有廣大的族群。

## 型態特徵
一或二年生蔓性草本。多分枝，長達1 公尺，全株被粗毛。 羽狀複葉，左右對生，不等長。花黃色，5 瓣，倒卵形或倒廣卵形， 長1.1-1.3 公分。離果，由5 個果瓣組成，表面有長形棘刺。
臺灣蒺藜近似於大花蒺藜，但臺灣蒺藜的花梗較短，分果具有兩種毛，且尖刺密被毛；大花蒺藜的花梗則較長，分果僅有多細胞毛，尖刺光滑。

## 扩展阅读
- 維基物種上的相關：台湾蒺藜

1. 1 2  .   [2024-02-05]. （原始内容存档于2024-02-05）.